# 後來的我們 (歌曲)
後來的我們（英語：Here, After, Us），是五月天《自傳》專輯第三波主打歌曲，由阿信作詞，怪獸作曲。2017年怪獸以該歌曲入圍第28屆金曲獎最佳作曲人獎。

## 音樂錄影帶
〈後來的我們〉於2016年7月21日釋出官方MV，劇情為〈突然好想你〉的續篇故事，時隔七年再度找回當時的男女主角林辰唏及王大陸再續前緣參與演出。該歌曲於2018年4月17日釋出做為同名電影《後來的我們》片名曲的MV。

## 獎項
| 年份         | 單位         | 獎項             | 入圍者 | 結果 |
| ------------ | ------------ | ---------------- | ------ | ---- |
| 2017         |              |                  |        |      |
| 第28屆金曲獎 | 最佳作曲人獎 | 怪獸／後來的我們 | 提名   |      |